# Nilkrokodil

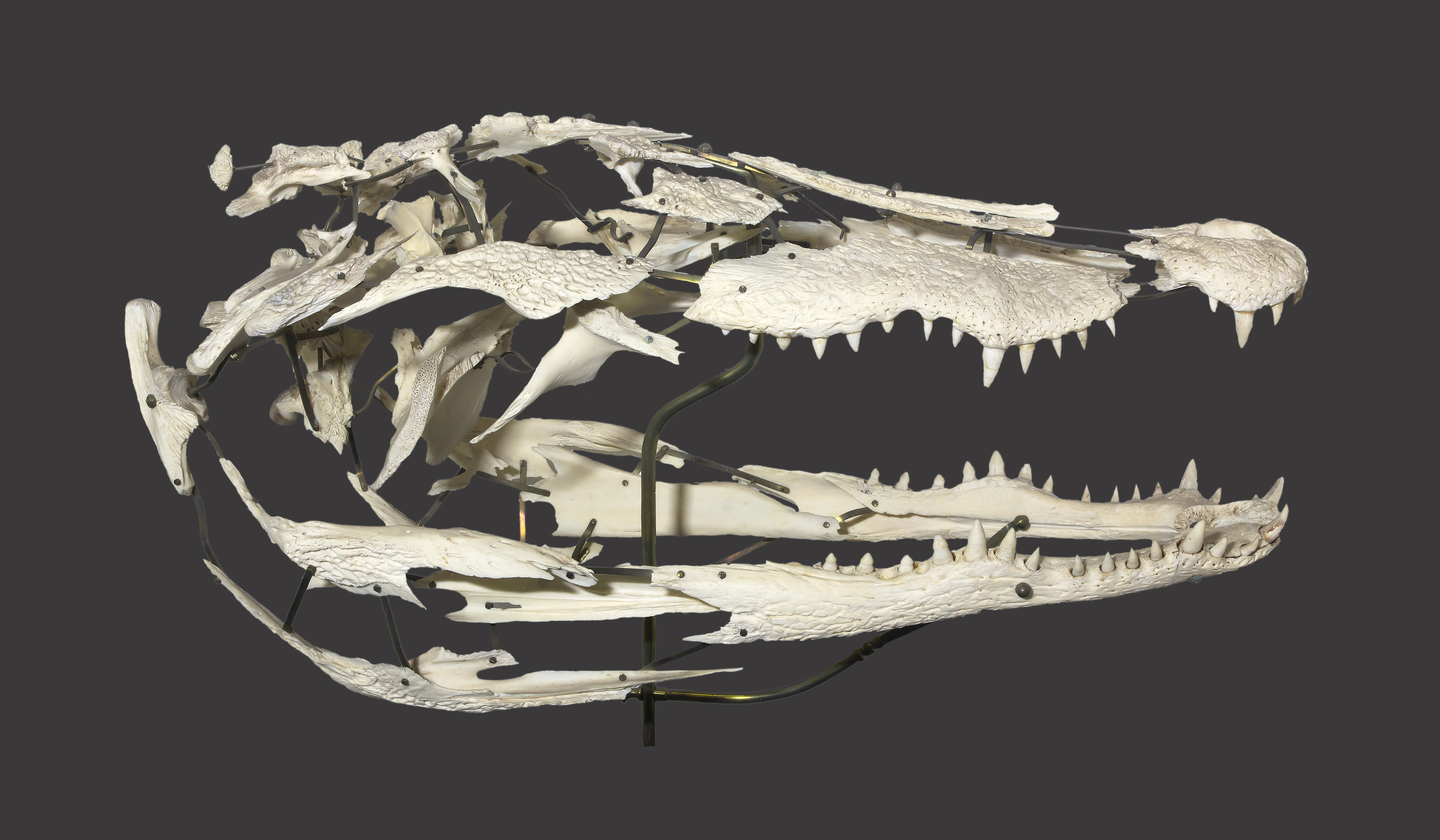
Crocodylus niloticus

Das Nilkrokodil (Crocodylus niloticus) ist eine Art der Krokodile (Crocodylia) aus der Familie der Echten Krokodile (Crocodylidae). Die normalerweise 3–4 m lang werdende Art bewohnt Gewässer in ganz Afrika und ernährt sich größtenteils von Fischen. Gelegentlich können Nilkrokodile jedoch auch große Säugetiere (z. B. Zebras) unter Wasser zerren und ertränken. Das Nilkrokodil betreibt intensive Brutpflege, die Mutter bewacht ihr Nest und beschützt die Jungtiere in den ersten Lebensmonaten. Die Art nahm eine wichtige Rolle in der ägyptischen Mythologie ein und war einst wegen starker Bejagung gefährdet. Nachdem die Jagd in den 1980ern verboten wurde, haben sich die Bestände weitgehend erholt.

## Merkmale
Das Nilkrokodil ist das größte Krokodil Afrikas und erreicht normalerweise Längen von 3 bis 4 m. Große Weibchen werden über 2,8 m lang, während große Männchen über 3,2 m lang werden können. Sehr selten werden über 6 m Länge erreicht, als Maximum gelten 6,5 m. Die Schnauze ist 2-mal so lang wie an der Basis breit. Der Ruderschwanz ist kräftig und seitlich abgeflacht. Erwachsene Nilkrokodile sind oberseits dunkel-olivfarben, der Bauch ist einheitlich porzellanfarben. Die Jungtiere sind hell olivfarben und dunkel gefleckt und gebändert. Die Färbung der Krokodile wird stark von den im Wasser gelösten Stoffen beeinflusst.

## Verbreitung, Lebensraum und Unterarten

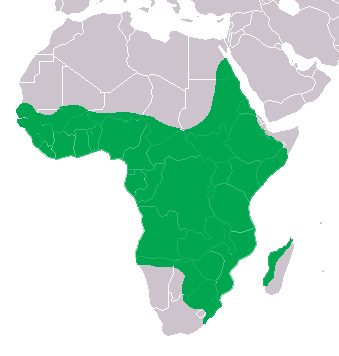
Verbreitung des Nilkrokodils

Das Nilkrokodil bewohnt nahezu ganz Afrika inklusive Madagaskar, fehlt aber im äußersten Südwesten Afrikas, in der Sahara und im Osten Madagaskars. Früher bewohnte es auch den Nil auf der gesamten Länge, findet sich heute aber nur noch im Oberlauf bis Assuan. Die Art bewohnt zahlreiche Lebensräume, so etwa Flüsse, Teiche, Seen, Sümpfe und Mangroven.
Es werden aktuell sieben geographische Unterarten unterschieden. Genetische Untersuchungen führen zu Spekulationen, dass möglicherweise einige davon auch als eigene Arten anzusehen sind:
- Crocodylus niloticus africanus: Südliches Tansania, Sambia, Malawi, Mosambik, östliches Namibia.
- C. n. chamses: Äquatorialguinea, Gabun, Republik Kongo, Zaire, südlicher Sudan, Uganda, Ruanda, westliches Tansania, nördliches Sambia, Angola, nördliches Namibia.
- C. n. cowiei: Simbabwe, Botswana, Südafrika.
- C. n. madagascariensis: Madagaskar.
- C. n. niloticus: Südliches Ägypten, Sudan, westliches Äthiopien.
- C. n. pauciscutatus: Östliches bis südliches Äthiopien, Somalia, Kenia.
- C. n. suchus: Südliches Mauretanien, Senegal, Gambia, Guinea, Ghana, Togo, Benin, Nigeria, Kamerun, Burkina Faso, Mali, Niger, Tschad, Zentralafrikanische Republik. (Wird inzwischen als eigenständige Art angesehen, siehe: Westafrikanisches Krokodil (Crocodylus suchus)[4])

Die Unterarten werden anhand ihrer Pholidose unterschieden.
Nilkrokodile wurden in den letzten Jahren auch vereinzelt in den Everglades in Florida gesichtet. Man vermutet, dass diese durch den Menschen illegal eingeschleppt worden sind und sich dort als Neozoon vermehrt haben.
In historischer Zeit kam das Nilkrokodil auch in Algerien, Israel und den Komoren vor.

## Lebensweise

### Aktivität

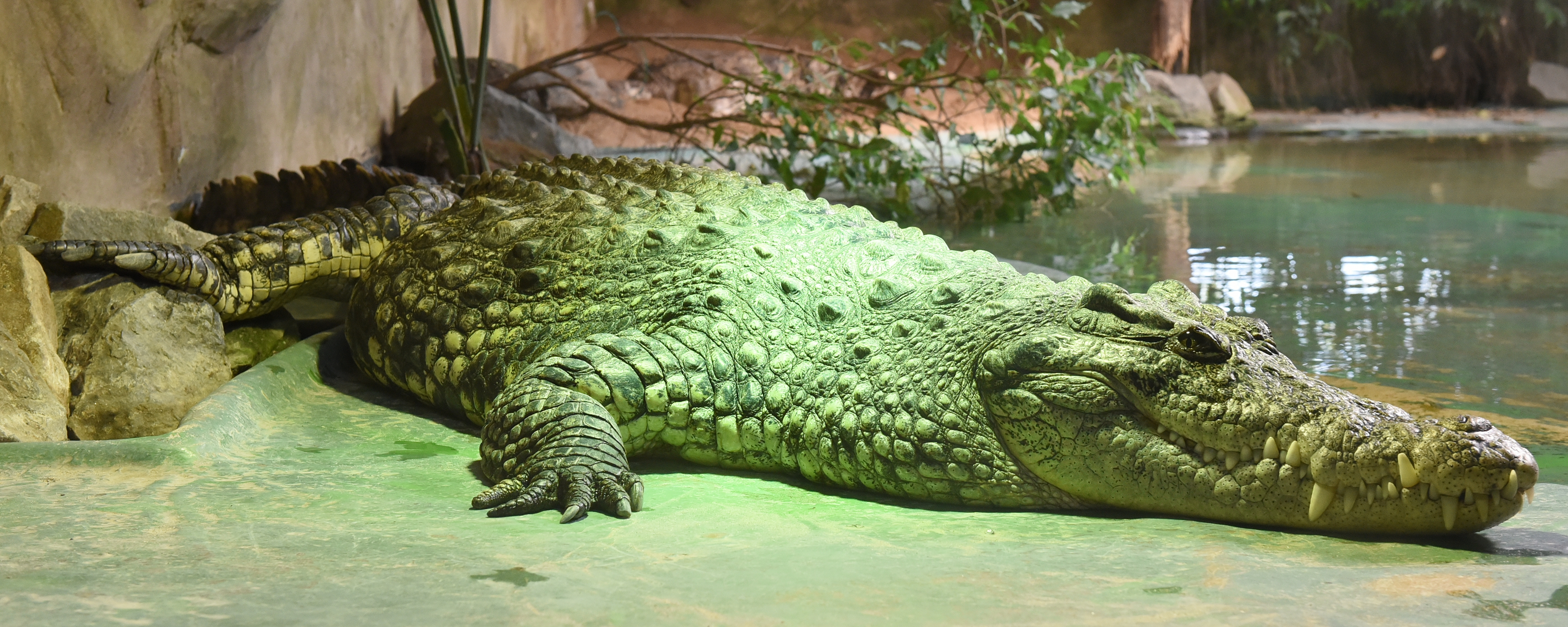
Nilkrokodil

Tagsüber sonnen sich Nilkrokodile meist am Ufer, nachts gehen die Krokodile ins Wasser. An den großen afrikanischen Flüssen, die nicht saisonal austrocknen, sind Nilkrokodile das ganze Jahr über aktiv. In saisonal austrocknenden, kleineren Gewässern lebende Krokodile bleiben wesentlich kleiner (2,4–2,7 m) als Krokodile in permanenten Gewässern. Sie verbringen die Trockenzeit in 9–12 m langen Erdhöhlen, die in einer Kammer mit einigen Luftlöchern enden. In einer solchen Kammer überdauern bis zu 15 Krokodile die Trockenheit.

### Ernährung
Nilkrokodile gehen nachts ins Wasser, um zu jagen – sie sind generalistische Fleischfresser. Der Hauptbestandteil der Nahrung adulter Nilkrokodile ist Fisch; im Rudolfsee im Norden Kenias machen Fische 90 %, im Okavango-Delta von Botswana bei subadulten Exemplaren 68 % der Nahrung aus. Weitere Beutetiere sind Vögel, Schildkröten und kleine Säuger. Große Nilkrokodile können auch Großsäuger erjagen. Sie lauern der Beute meist unter den Oberflächen von Flüssen oder Wasserstellen auf, an denen die Tiere zum Trinken eintreffen, und bleiben durch das flache Profil des Kopfes und die nahezu geräuschlose Fortbewegung unbemerkt. Das Opfer wird dann angesprungen, im Sprung gepackt, ins Wasser gezerrt und ertränkt. Unter anderem wurde von Zebras, Antilopen, Stachelschweinen, jungen Flusspferden und auch Raubtieren wie Hyänen oder Löwen berichtet, die von Nilkrokodilen erbeutet worden waren. Aas gehört ebenfalls zur Nahrung des Nilkrokodils.
Junge Nilkrokodile ernähren sich von deutlich kleineren Beutetieren. Einjährige Nilkrokodile im Okavango-Delta ernähren sich zu 45,6 % von Insekten und Spinnen, zu 30,8 % von kleinen Säugern und nur zu 11,6 % von Fischen. Ebenfalls zum Nahrungsspektrum junger Krokodile gehören Amphibien und Reptilien, welche jedoch vergleichsweise selten erjagt werden.

### Sozialverhalten und Fortpflanzung

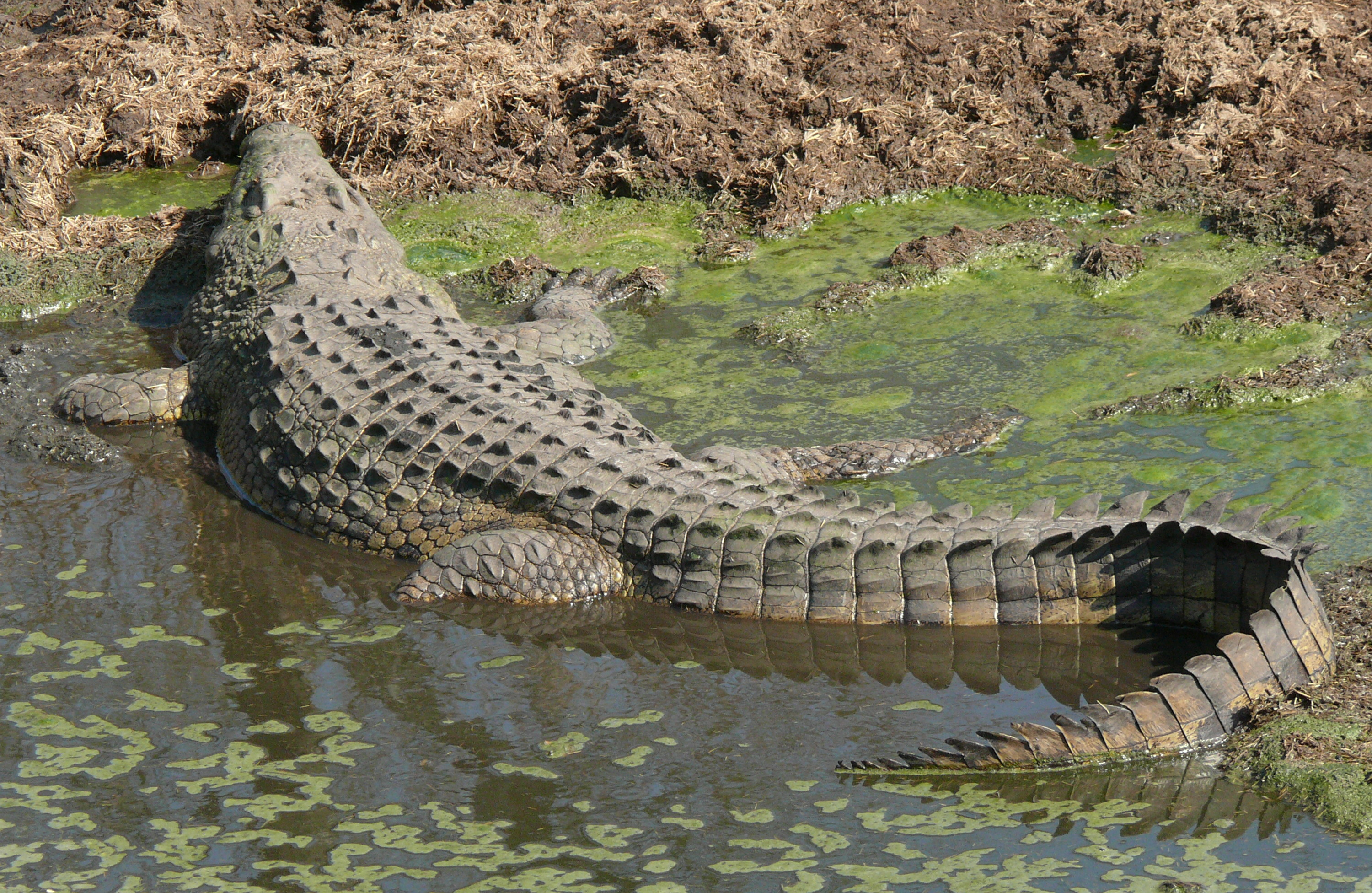
Nilkrokodil

Nilkrokodil-Weibchen sind nicht territorial. Die Männchen bilden Reviere und verteidigen einen Uferabschnitt hartnäckig gegen andere Männchen. Sie schwimmen regelmäßig die Grenzen ihres Territoriums ab und vertreiben Eindringlinge. Gelegentlich kommt es zu Kämpfen.

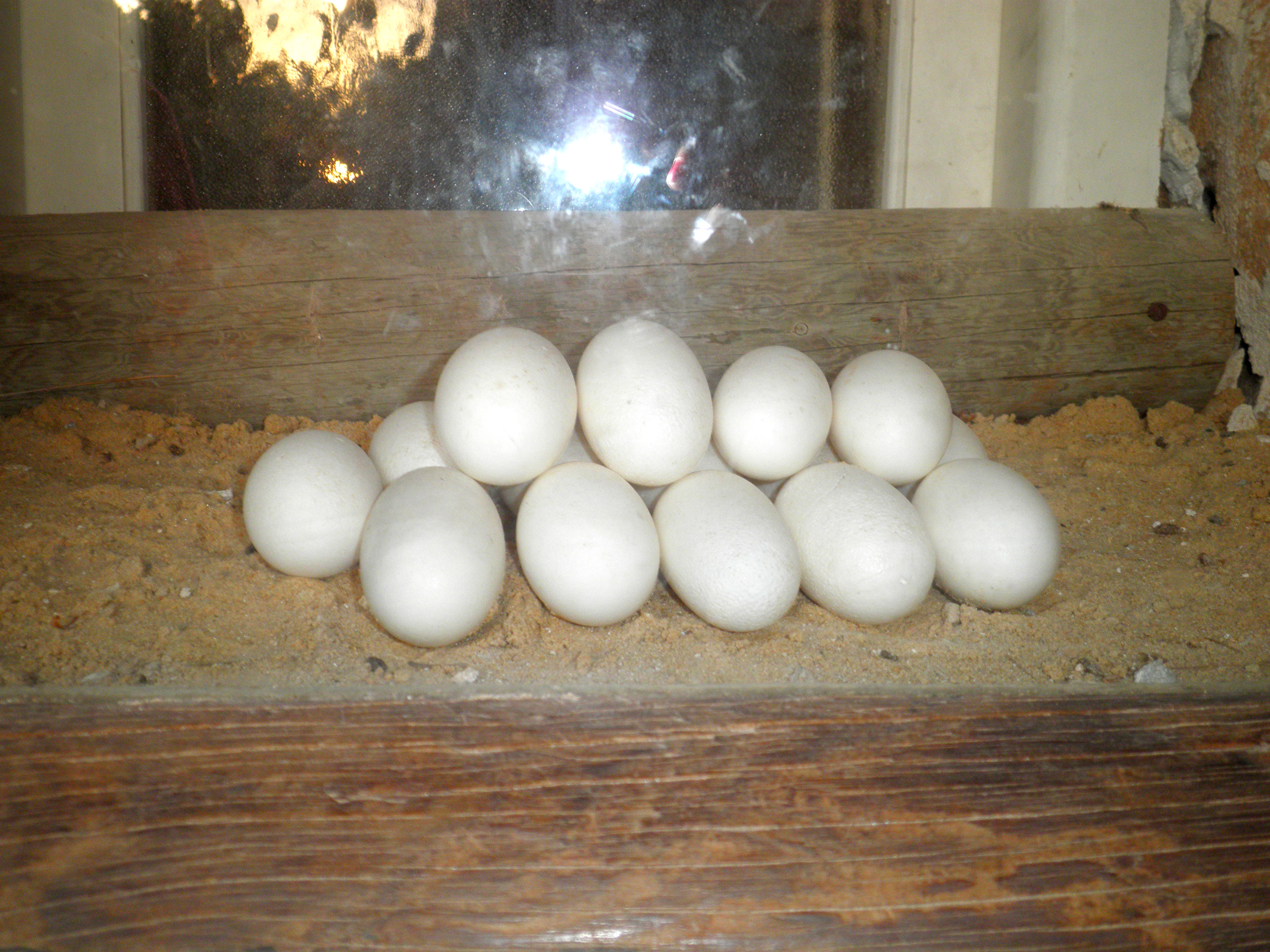
Nilkrokodileier, Parc Djerba Explore, Insel Djerba

Die Paarungszeit ist innerhalb des großen Verbreitungsgebiets sehr variabel. Wenn ein Männchen ein Weibchen trifft, hebt es seinen Schwanz und Kopf an und brüllt. Es schwimmt dem Weibchen entgegen, welches schließlich ebenfalls seinen Kopf anhebt und brüllt. Das Männchen legt zur Paarung seine Vorderbeine auf das Weibchen und steigt von der Seite auf ihren Rücken. Nach 5 Monaten legt das Weibchen dann 16–80 Eier, die 85–125 g wiegen. Der Zeitpunkt der Eiablage ist ebenso wie die Paarungszeit höchst variabel. In Tansania werden die Eier zum Beispiel im November gelegt, am Victoria-Nil und Albertsee Ende Dezember bis Anfang Januar, am Ruzizi zwischen April und August und auf Madagaskar von September bis Oktober. Das Weibchen gräbt mit seinen Hinterbeinen etwa 5–10 m vom Wasser entfernt ein 35–40 cm tiefes Erdloch, in welches die Eier gelegt werden. Das Loch wird anschließend zugedeckt und zusätzlich ein Nisthügel aus Substrat und Pflanzenresten aufgeschüttet. Während der Inkubation bewacht das Weibchen sein Nest vor Nesträubern wie etwa dem Nilwaran (Varanus niloticus), an den die Krokodile dennoch oft Eier verlieren. Nach 84–89 Tagen kündigen die Jungtiere in den Eiern mit froschartigen Lauten ihren Schlupf an. Das Weibchen gräbt dann das Nest wieder aus und trägt die Schlüpflinge in ihrem Maul ins Wasser. In den ersten Lebensmonaten bleiben die Jungtiere immer dicht bei ihrer Mutter, die sie bewacht. Auf sich nähernde Feinde macht die Mutter durch starke Körpervibrationen aufmerksam, worauf die Jungtiere sofort abtauchen. Jungtiere, die von der Gruppe abgesondert wurden oder angegriffen werden, stoßen einen Hilferuf aus, worauf das Weibchen sofort zum Jungtier eilt, um es zu verteidigen. Die Nacht verbringen die Jungtiere auf dem Rücken ihrer Mutter. Dennoch werden in den ersten Wochen oft mehr als 50 % der Jungtiere Opfer von Krabben, großen Fischen, Nilwaranen, Reihern, Störchen, Hyänen und Mungos.

## Nilkrokodile und Menschen

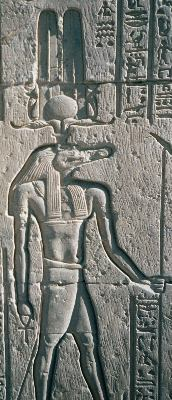
Darstellung des ägyptischen Krokodilgotts Sobek in den Anlagen von Kom Ombo

### Gefährdung
In der ersten Hälfte des 20. Jahrhunderts waren Nilkrokodile in ganz Afrika sehr häufig. In den folgenden Jahrzehnten sank der Bestand drastisch, da sie wegen ihrer Haut stark bejagt wurden. Krokodilleder wird zu zahlreichen Produkten wie Handtaschen, Gürteln etc. verarbeitet. Zusätzlichen Anreiz zur Jagd gaben Abschussprämien auf die Krokodile, da sie als Bedrohung für die Bevölkerung gesehen wurden. In den 1980er Jahren ging die Jagd aufgrund von Verboten zurück und Krokodilfarmen können heute den Bedarf der Lederindustrie decken. Auf diesen Farmen ist das Nilkrokodil eine der am häufigsten gehaltenen Arten.
Die Rote Liste gefährdeter Arten der IUCN führte das Nilkrokodil bis 1996 als gefährdet (vulnerable), inzwischen gilt die Art als nicht bedroht (least concern). Im Nil kommen die Tiere trotzdem kaum freilebend vor, sie leben in Naturschutzreservaten in breiten trägen Buchten.

### Kulturelle Bezüge
Siehe Krokodile im alten Ägypten.
Bei Ausgrabungen von historischen Grabanlagen wurden auch mumifizierte Nilkrokodile gefunden. Im Jahr 2012 erhielten einige gut erhaltene Exemplare ein Museum an der Tempelanlage von Kom Ombo.
Dem Nilkrokodil sind einige Lieder gewidmet, beispielsweise Das Krokodil am Nil oder Krokodil Theophil und weitere.

### Angriffe auf Menschen
Große Nilkrokodile können Menschen angreifen, die sich in Krokodilgewässer begeben. CrocBITE, die weltweite Datenbank für Krokodilangriffe der Charles Darwin University, registrierte bisher (Stand: Jan. 2014) 557 Attacken durch Nilkrokodile auf Menschen, 394 davon endeten für das Opfer tödlich. Nur vom Leistenkrokodil sind mehr Angriffe auf Menschen bekannt.
Zu Beginn des 21. Jahrhunderts ergeben sich verstärkt Konflikte zwischen Krokodilen und ansässigen Menschen, da einerseits die Bevölkerung rapide zunimmt, andererseits sich auch die Bestände der Krokodile erholen. Ebenso beklagt die lokale Bevölkerung, dass verstärkt Vieh gerissen wird und Fischernetze immer häufiger von Krokodilen beschädigt werden.